# Adenophora racemosa
Adenophora racemosa là loài thực vật có hoa trong họ Hoa chuông. Loài này được J.Lee & S.Lee mô tả khoa học đầu tiên năm 1990.